# Club Esportiu Sant Gabriel (femenino)
La sección de fútbol femenino del Club Esportiu Sant Gabriel fue creada en 1996. Su primer equipo compite en la Primera Nacional Femenina, Grupo 3.

## Historia
El equipo femenino del CE Sant Gabriel nace en 1996 con Antonia Belmonte a la cabeza del proyecto. Tras dos temporadas compitiendo en la Segunda División Femenina de Cataluña, nivel más bajo del fútbol femenino en Cataluña, se produce un cambio en la dirección del proyecto. Joan Llandrich, hombre importante en el club ligado a él desde su fundación, se hace cargo de la sección y comienza el rápido progreso del equipo. En tres temporadas logran el ascenso a Primera Nacional y en unos años se consolidan como uno de los fijos en la parte alta de la tabla. 
En la temporada 2009/10 el equipo clasifica en primera posición de su grupo y disputa la promoción de ascenso por primera vez. En ella se enfrenta a CD Charco del Pino y Fundación Albacete con victoria y empate respectivamente, logrando el ascenso a Superliga.
La temporada 2010/11 el equipo pasa con nota en su estreno en la élite. La primera fase la terminan en tercera posición y clasifican para el grupo por el título, asegurándose así una plaza en la Copa de la Reina. En la segunda fase quedan en penúltima posición, logrando al final un meritorio séptimo puesto en liga. En la copa eliminan a todo un histórico como el Levante UD en octavos, y finalmente caen en cuartos contra la Real Sociedad.

## Palmarés

### Torneos nacionales
- Primera Nacional (1): 2010.
- Campeonato de Cataluña (1): 2001
- Campeonato de Cataluña (1): 2022.

### Torneos amistosos
- Donosti Cup (4): 2006, 2007, 2009, 2010.2022